# Liste der leistungsstärksten Kernreaktoren

Leistungsentwicklung von Kernreaktoren

Die Liste der leistungsstärksten Kernreaktoren führt die Kernreaktoren mit der jeweils größten elektrischen Nettoleistung seit der wirtschaftlichen Einführung der Kerntechnik 1954 auf. Zurzeit besitzen die beiden Reaktorblöcke des chinesischen Kernkraftwerks Taishan mit 1.660 MW die größte Nettoleistung und mit 1.750 MW auch die größte Bruttoleistung.
In den kommenden Jahren werden die im Bau befindlichen Blöcke Olkiluoto-3 (Erste Kritikalität Ende 2021, Leistungsbetrieb ~2022) und Flamanville-3 folgen und die Plätze 3 und 4 belegen. Alle diese vier Reaktoren sind vom Typ EPR und lösen damit ihren „Vorgänger“ Konvoi ab.
Generell ist seit Beginn der kommerziellen Nutzung der Kernspaltung ein Anstieg der Leistungsfähigkeit der Reaktoren zu beobachten. Dies ist vor allem darauf zurückzuführen, dass man sich angesichts der hohen Kapitalkosten für den Bau und der langen Bauzeiten von Skaleneffekten bessere Wirtschaftlichkeit erhofft. Der umgekehrte Ansatz, mittels so genannter Small Modular Reactors (kleinere) Kernkraftwerke quasi „am Fließband“ zu produzieren ist bisher noch nicht praktisch umgesetzt worden – von Kernenergieantrieb bei Schiffen einmal abgesehen.
Da im „nuklearen“ Teil nur begrenzte Steigerungen der Effizienz bei wassergekühlten Reaktoren möglich sind (die physikalischen Eigenschaften von Wasser setzen absolute Limits für Betriebstemperatur und -druck wenn man nicht jenseits des kritischen Punktes operieren will), werden höhere Leistungen wahlweise durch größere Reaktorkerne oder durch Effizienzsteigerung auf der „konventionellen“ Seite erzielt – z. B. bessere Kühlung, effizientere Turbinen o. ä.

## Erklärung
Aufgeführt werden folgende Informationen:
- Name: Name des Kernkraftwerks mit Nummer des Reaktorblocks (bei Kraftwerken mit mehreren Blöcken)
- Land: Heutiger Standort des Kernkraftwerks
- Reaktortyp: Typ des Kernreaktors
- Nettoleistung in MW: Bruttoleistung nach Abzug des Eigenverbrauchs, also die Leistung in Megawatt, die ins Netz gespeist wurde. Kursiv markiert sind Leistungsdaten, die vorher schon einmal übertroffen wurden.
- ab Zeitpunkt: Zeitpunkt, ab der die Leistung in das Stromnetz erbracht wurde. In vielen Fällen wurde die Leistung des Kernreaktors mit der Zeit nach oben oder unten verändert. Während der Zeitpunkt der ersten Netzsynchronisation meist auf den Tag genau bekannt ist, ist bei Leistungsänderungen in der Regel nur das Jahr bekannt. Bei mehreren Reaktoren ist der Synchronisationszeitpunkt des ersten Reaktors genannt.

Gelb hinterlegt sind noch im Betrieb befindliche Reaktoren.
Bei Großkraftwerken ist es üblich, dass mehrere „Blöcke“ gleicher oder ähnlicher Bauform am selben Standort gebaut werden. In manchen Quellen werden die Leistungen nicht für einzelne Blöcke, sondern für alle am selben Standort insgesamt vorhandenen Kraftwerke angegeben. Es ist diese Zählweise, welche die Schwerwasserreaktoren am Standort Bruce in Kanada oder die Druckwasserreaktoren am Standort Kori in Südkorea auf Platz eins entsprechender Listen bringt, jedoch ist keiner der dort vorhandenen einzelnen Reaktoren entsprechend leistungsstark.

## Weltweit
Das erste wirtschaftlich genutzte Kernkraftwerk befand sich im russischen (damals sowjetischen) Obninsk. Seither hat sich die Nettoleistung von Kernkraftwerken in 50 Jahren verdreihundertfacht. Zwischen 1960 und 1964 sowie zwischen 1967 und 1974 befand sich das weltweit leistungsstärkste Kernkraftwerk in den Vereinigten Staaten, zwischen 1974 und 1983 sowie zwischen 1993 und 1996 in Deutschland und zwischen 1996 und 2018 in Frankreich. Seit Dezember 2018 ist der erste Block des Kernkraftwerks Taishan in der Volksrepublik China, erster EPR im kommerziellen Betrieb, der leistungsstärkste Reaktor der Welt.

### Die zehn stärksten Reaktorblöcke der Welt (Stand Februar 2025)
| Platz | Reaktorblock  | Staat               | Reaktortyp         | Baulinie       | elektrische Leistung | elektrische Leistung | thermische Reaktorleistung |
| Platz | Reaktorblock  | Staat               | Reaktortyp         | Baulinie       | Netto                | Brutto               | thermische Reaktorleistung |
| ----- | ------------- | ------------------- | ------------------ | -------------- | -------------------- | -------------------- | -------------------------- |
| 1     | Taishan 1     | Volksrepublik China | Druckwasserreaktor | EPR            | 1.660 MW             | 1.750 MW             | 4.590 MW                   |
| 1     | Taishan 2     | Volksrepublik China | Druckwasserreaktor | EPR            | 1.660 MW             | 1.750 MW             | 4.590 MW                   |
| 3     | Flamanville 3 | Frankreich          | Druckwasserreaktor | EPR            | 1.630 MW             | 1.650 MW             | 4.300 MW                   |
| 4     | Olkiluoto 3   | Finnland            | Druckwasserreaktor | EPR            | 1.600 MW             | 1.720 MW             | 4.300 MW                   |
| 5     | Civaux 1      | Frankreich          | Druckwasserreaktor | Nouveau 4 (N4) | 1.495 MW             | 1.561 MW             | 4.270 MW                   |
| 5     | Civaux 2      | Frankreich          | Druckwasserreaktor | Nouveau 4 (N4) | 1.495 MW             | 1.561 MW             | 4.270 MW                   |
| 7     | Chooz B-1     | Frankreich          | Druckwasserreaktor | Nouveau 4 (N4) | 1.500 MW             | 1.560 MW             | 4.270 MW                   |
| 7     | Chooz B-2     | Frankreich          | Druckwasserreaktor | Nouveau 4 (N4) | 1.500 MW             | 1.560 MW             | 4.270 MW                   |
| 9     | Grand Gulf 1  | Vereinigte Staaten  | Siedewasserreaktor | BWR-6          | 1.401 MW             | 1.500 MW             | 4.408 MW                   |
| 10    | Shin-Kori 3   | Südkorea            | Druckwasserreaktor | APR-1400       | 1.392 MW             | 1.488 MW             | 3.983 MW                   |

### Die leistungsstärksten Reaktoren im Laufe der Jahre
| Reaktorblock         | Staat                  | Reaktortyp                                                   | Netto- leistung in MW bei der Inbetriebnahme | ab Zeitpunkt    |
| -------------------- | ---------------------- | ------------------------------------------------------------ | -------------------------------------------- | --------------- |
| Obninsk 1            | Sowjetunion            | Prototyp-Siedewasser-Druckröhrenreaktor (Vorgänger des RBMK) | 5                                            | 26.06.1954      |
| Calder Hall 1–4      | Vereinigtes Königreich | Magnox-Reaktor                                               | 50                                           | 27.08.1956      |
| Shippingport         | Vereinigte Staaten     | Druckwasserreaktor                                           | 60                                           | 02.12.1957      |
| Dresden 1            | Vereinigte Staaten     | Siedewasserreaktor                                           | 197                                          | 15.04.1960      |
| Indian Point 1       | Vereinigte Staaten     | Druckwasserreaktor                                           | 257                                          | 16.09.1962      |
| Enrico Fermi (Trino) | Italien                | Druckwasserreaktor                                           | 260                                          | 22.10.1964      |
| Chinon A3            | Frankreich             | UNGG-Reaktor                                                 | 480                                          | 04.08.1966      |
| Haddam Neck          | Vereinigte Staaten     | Druckwasserreaktor                                           | 560                                          | 07.08.1967      |
| Oyster Creek         | Vereinigte Staaten     | Siedewasserreaktor                                           | 619                                          | 23.09.1969      |
| Dresden 2            | Vereinigte Staaten     | Siedewasserreaktor                                           | 804 815                                      | 13.04.1970 1971 |
| Quad Cities 1        | Vereinigte Staaten     | Siedewasserreaktor                                           | 829                                          | 12.04.1972      |
| Indian Point 2       | Vereinigte Staaten     | Druckwasserreaktor                                           | 897                                          | 26.06.1973      |
| Zion 1               | Vereinigte Staaten     | Druckwasserreaktor                                           | 946                                          | 28.06.1973      |
| Browns Ferry 1/2     | Vereinigte Staaten     | Siedewasserreaktor                                           | 998                                          | 15.10.1973      |
| Biblis A             | Deutschland            | Druckwasserreaktor                                           | 1.158 1.146                                  | 25.08.1974 1975 |
| Biblis B             | Deutschland            | Druckwasserreaktor                                           | 1.193 1.178                                  | 06.04.1976 1977 |
| Unterweser           | Deutschland            | Druckwasserreaktor                                           | 1.271 1.230                                  | 29.09.1978 1979 |
| Ignalina 1/2         | Sowjetunion            | Siedewasser-Druckröhrenreaktor                               | 1.360                                        | 31.12.1983      |
| Isar 2               | Deutschland            | Druckwasserreaktor                                           | 1.410                                        | 09.04.1988      |
| Chooz B1/B2          | Frankreich             | Druckwasserreaktor                                           | 1.455 1.500                                  | 30.08.1996 2003 |
| Taishan 1/2          | Volksrepublik China    | Druckwasserreaktor                                           | 1.660                                        | 13.12.2018      |

## Afrika
Das einzige Kernkraftwerk Afrikas ist das südafrikanische Kernkraftwerk Koeberg. Seit 1984 liefern seine beiden Blöcke im Regelbetrieb eine Nettoleistung von je 920 MW. Seit 2022 befindet sich in Ägypten das Kernkraftwerk El Dabaa im Bau. Das Kraftwerk liegt im gleichnamigen Ort im Gouvernement Matruh und soll im Endausbau aus insgesamt 4 WWER-1200 (bzw. AES-2006) a 1200 Megawatt elektrische Nennleistung bestehen.
| Name        | Land      | Reaktortyp         | Netto- leistung in MW | ab Zeitpunkt |
| ----------- | --------- | ------------------ | --------------------- | ------------ |
| Koeberg 1/2 | Südafrika | Druckwasserreaktor | 920                   | 04.04.1984   |

## Asien
Mit einer Ausnahme, dem indischen Kernkraftwerk Tarapur, befand sich der leistungsstärkste Kernreaktor Asiens bis 2018 immer in Japan. Seit der Inbetriebnahme des experimentellen Japan Power Demonstration Reactors 1963 konnten die japanischen Reaktoren gut mit den europäischen und amerikanischen mithalten. Der Reaktorblock 5 im Kernkraftwerk Hamaoka war mit einer anfänglichen Nettoleistung von 1325 MW der leistungsstärkste Asiens, musste 2007 wegen technischer Probleme auf 1212 MW gedrosselt werden. Seit Dezember 2018 ist der erste Block des Kernkraftwerks Taishan in der Volksrepublik China der leistungsstärkste Reaktor in Asien und auch weltweit. Es handelt sich dabei um den weltweit ersten EPR, der den Betrieb aufgenommen hat (Baubeginn an den Standorten Flamanville und Olkiluoto war vor dem Baubeginn am Standort Taishan, aber der Bau in China konnte deutlich früher vollendet werden).
| Name                   | Land                | Reaktortyp         | Netto- leistung in MW | ab Zeitpunkt |
| ---------------------- | ------------------- | ------------------ | --------------------- | ------------ |
| JPDR                   | Japan               | Siedewasserreaktor | 12                    | 26.10.1963   |
| Tōkai 1                | Japan               | Magnox-Reaktor     | 166                   | 10.11.1965   |
| Tarapur 1/2            | Indien              | Siedewasserreaktor | 210                   | 01.04.1969   |
| Tsuruga 1              | Japan               | Siedewasserreaktor | 341                   | 16.11.1969   |
| Fukushima-Daiichi 1    | Japan               | Siedewasserreaktor | 460                   | 17.11.1970   |
| Mihama 2               | Japan               | Druckwasserreaktor | 492                   | 21.04.1972   |
| Fukushima-Daiichi 2    | Japan               | Siedewasserreaktor | 760                   | 24.12.1973   |
| Takahama 1/2           | Japan               | Druckwasserreaktor | 780                   | 27.03.1974   |
| Ōi (Ohi) 1/2           | Japan               | Druckwasserreaktor | 1.120                 | 23.12.1977   |
| Ōi (Ohi) 3/4           | Japan               | Druckwasserreaktor | 1.127                 | 07.06.1991   |
| Kashiwazaki-Kariwa 6/7 | Japan               | Siedewasserreaktor | 1.315                 | 29.01.1996   |
| Hamaoka 5              | Japan               | Siedewasserreaktor | 1.325                 | 26.04.2004   |
| Kashiwazaki-Kariwa 6/7 | Japan               | Siedewasserreaktor | 1.315                 | 2007         |
| Taishan 1/2            | Volksrepublik China | Druckwasserreaktor | 1.660                 | 13.12.2018   |

## Europa
Seit der Inbetriebnahme des ersten kommerziellen Kernkraftwerks Obninsk befand sich der leistungsstärkste Kernreaktor Europas abwechselnd in Russland und Westeuropa. Der britische Reaktor Dungeness A1 hatte bis 1969 nur eine Leistung von 220 MW, bis seine Leistung auf 570 MW angehoben wurde, was ihn zum leistungsstärksten Reaktor Europas machte. In den siebziger und Mitte der 1990er Jahre stellte Deutschland den leistungsstärksten Reaktor. Die beiden Phasen wurden durch das litauische Kernkraftwerk Ignalina unterbrochen, dessen Leistung 1993 von 1380 MW auf 1185 MW gedrosselt wurde. Der leistungsstärkste Kernreaktor Europas befindet sich zurzeit in Finnland und ist der erste EPR, der in Europa Kritikalität erreicht hat.
| Name                 | Land                   | Reaktortyp                     | Netto- leistung in MW | ab Zeitpunkt    |
| -------------------- | ---------------------- | ------------------------------ | --------------------- | --------------- |
| Obninsk 1            | Sowjetunion            | Druckwasser-Druckröhrenreaktor | 5                     | 26.06.1954      |
| Calder Hall 1–4      | Vereinigtes Königreich | Magnox-Reaktor                 | 50                    | 27.08.1956      |
| Berkeley 1/2         | Vereinigtes Königreich | Magnox-Reaktor                 | 138                   | 12.06.1962      |
| Latina               | Italien                | Magnox-Reaktor                 | 153                   | 12.05.1963      |
| Nowoworonesch 1      | Sowjetunion            | Druckwasserreaktor             | 197                   | 30.09.1964      |
| Enrico Fermi (Trino) | Italien                | Druckwasserreaktor             | 260                   | 22.10.1964      |
| Chinon A3            | Frankreich             | UNGG-Reaktor                   | 480                   | 04.08.1966      |
| Saint-Laurent A1     | Frankreich             | UNGG-Reaktor                   | 480                   | 14.03.1969      |
| Dungeness A1         | Vereinigtes Königreich | Magnox-Reaktor                 | 577                   | 1970            |
| Würgassen            | Deutschland            | Siedewasserreaktor             | 640                   | 18.12.1971      |
| Stade                | Deutschland            | Druckwasserreaktor             | 662 630               | 29.01.1972 1973 |
| Biblis A             | Deutschland            | Druckwasserreaktor             | 1.158 1.146           | 25.08.1974 1975 |
| Biblis B             | Deutschland            | Druckwasserreaktor             | 1.193 1.178           | 06.04.1976 1977 |
| Unterweser           | Deutschland            | Druckwasserreaktor             | 1.271 1.230           | 29.09.1978 1979 |
| Biblis B             | Deutschland            | Druckwasserreaktor             | 1.240                 | 1980            |
| Ignalina 1/2         | Sowjetunion            | Siedewasser-Druckröhrenreaktor | 1.380                 | 31.12.1983      |
| Isar 2               | Deutschland            | Druckwasserreaktor             | 1.390                 | 1993            |
| Philippsburg 2       | Deutschland            | Druckwasserreaktor             | 1.336                 | 1994            |
| Grohnde              | Deutschland            | Druckwasserreaktor             | 1.349 1.360           | 1995 1996       |
| Chooz B1/B2          | Frankreich             | Druckwasserreaktor             | 1.455 1.500           | 30.08.1996 2003 |
| Olkiluoto 3          | Finnland               | Druckwasserreaktor             | 1.600                 | 21.12.2021      |

## Nordamerika
Der leistungsstärkste Kernreaktor Nordamerikas stand bislang immer in den Vereinigten Staaten. Seit dem ersten Kernkraftwerk, das im Jahr 1957 mit einer Leistung von 24 MW in Betrieb genommen wurde, erhöhte sich die maximale Leistung vor allem in den 1960er Jahren rasant. Seit 1985/1986 sind die beiden Blöcke des Kernkraftwerks Palo Verde die leistungsstärksten. Die Leistungsdaten der beiden Reaktorblöcke schwankten seither zwischen 1221 MW und 1335 MW.
| Name             | Land               | Reaktortyp         | Netto- leistung in MW   | ab Zeitpunkt        |
| ---------------- | ------------------ | ------------------ | ----------------------- | ------------------- |
| Vallecitos       | Vereinigte Staaten | Siedewasserreaktor | 24                      | 19.10.1957          |
| Shippingport     | Vereinigte Staaten | Druckwasserreaktor | 60                      | 02.12.1957          |
| Dresden 1        | Vereinigte Staaten | Siedewasserreaktor | 197                     | 15.04.1960          |
| Indian Point 1   | Vereinigte Staaten | Druckwasserreaktor | 257                     | 16.09.1962          |
| San Onofre 1     | Vereinigte Staaten | Druckwasserreaktor | 436                     | 16.07.1967          |
| Haddam Neck      | Vereinigte Staaten | Druckwasserreaktor | 560                     | 07.08.1967          |
| Oyster Creek     | Vereinigte Staaten | Siedewasserreaktor | 619                     | 23.09.1969          |
| Dresden 2        | Vereinigte Staaten | Siedewasserreaktor | 804 815                 | 13.04.1970 1971     |
| Quad Cities 1    | Vereinigte Staaten | Siedewasserreaktor | 829                     | 12.04.1972          |
| Indian Point 2   | Vereinigte Staaten | Druckwasserreaktor | 897                     | 26.06.1973          |
| Zion 1           | Vereinigte Staaten | Druckwasserreaktor | 946                     | 28.06.1973          |
| Browns Ferry 1/2 | Vereinigte Staaten | Siedewasserreaktor | 998                     | 15.10.1973          |
| Peach Bottom 3   | Vereinigte Staaten | Siedewasserreaktor | 1.073                   | 01.09.1974          |
| Salem 1          | Vereinigte Staaten | Druckwasserreaktor | 1.104 1.079             | 25.12.1976 1977     |
| Sequoyah 1       | Vereinigte Staaten | Druckwasserreaktor | 1.123                   | 22.07.1980          |
| McGuire 1        | Vereinigte Staaten | Druckwasserreaktor | 1.180                   | 1982                |
| Grand Gulf 1     | Vereinigte Staaten | Siedewasserreaktor | 1.192                   | 20.10.1984          |
| Palo Verde 1     | Vereinigte Staaten | Druckwasserreaktor | 1.270                   | 10.06.1985          |
| Palo Verde 1/2   | Vereinigte Staaten | Druckwasserreaktor | 1.221 1.243 1.335 1.314 | 1986 1997 2004 2006 |

## Südamerika
Das erste Kernkraftwerk Südamerikas Atucha ging 1974 mit einer Leistung von 321 MW in Argentinien ans Netz. In den folgenden Jahren variierte seine Reaktorleistung zwischen 319 MW und 345 MW, bis es vom brasilianischen Kernkraftwerk Angra mit einer Leistung von 626 MW abgelöst wurde. Der aktuell leistungsstärkste Kernreaktor Südamerikas ist der Reaktor Angra 2. Nachdem der Reaktorblock im Jahr 2000 mit einer Leistung von 1350 MW in Betrieb genommen worden war, wurde die Leistung 2002 auf 1275 MW heruntergefahren. Die brasilianische Regierung plant zurzeit einen weiteren Reaktorblock Angra 3 mit der gleichen Leistung. Sowohl Atucha als auch Angra 2 wurden dabei von KWU gebaut, einer Firma, die ursprünglich ein Joint Venture von Siemens und AEG war, und später gänzlich von Siemens übernommen wurde.
| Name     | Land        | Reaktortyp                      | Netto- leistung in MW | ab Zeitpunkt                   |
| -------- | ----------- | ------------------------------- | --------------------- | ------------------------------ |
| Atucha 1 | Argentinien | Schwerwasser-Druckröhrenreaktor | 321 319 336 345 335   | 19.03.1974 1975 1977 1978 1979 |
| Angra 1  | Brasilien   | Druckwasserreaktor              | 626                   | 01.04.1982                     |
| Angra 2  | Brasilien   | Druckwasserreaktor              | 1.350 1.275           | 21.07.2000 2002                |

## Antarktis
Auch auf dem südlichsten Kontinent wurde in der Vergangenheit mit der Nutzung der Kernenergie experimentiert. Neben Radionuklidbatterien kam dabei auch ein Kernreaktor zur Erzeugung elektrischer Energie zum Einsatz. Der Reaktor war Teil eines Programms der US Army zur Erprobung militärischer Nutzung von Kernkraftwerken (Army Nuclear Power Program). Die Zahlen und Buchstaben im Namen stehen für „portable“ (=transportabel) „medium“ (=mittelgroß) und dass es sich um das dritte Gerät dieser Art handelte. Nach zehn Jahren mit einer durchschnittlichen Verfügbarkeit von rund 70 % (für die damalige Zeit ein durchschnittlicher Wert, in heutigen Kernkraftwerken liegt der Kapazitätsfaktor oft über 80 oder gar über 90 %) traten Defekte auf, deren Reparatur sich als nicht ökonomisch erwiesen, sodass der Reaktor restlos abgebaut und die Teile in den USA entsorgt wurden.
| Name  | Station         | Reaktortyp                                                                  | Netto- leistung in MW | ab Zeitpunkt | bis Zeitpunkt |
| ----- | --------------- | --------------------------------------------------------------------------- | --------------------- | ------------ | ------------- |
| PM-3A | McMurdo Station | experimenteller Luft- und Glykol-gekühlter Reaktor mit Meerwasserentsalzung | 1,6                   | 03.03.1962   | 1972          |